# Валиуллин, Булат Рифович
Булат Рифович Валиуллин (род. 10 января 1987 года, г. Уфа, БАССР, РСФСР) — российский шорт-трекист. МСМК (Мастер спорта России международного класса). Член сборной России. Серебряный (1000 м, 1500 м) и бронзовый (500 м, 3000 м, эстафета) призёр чемпионата России (2005).
Бронзовый призёр Кубка России (2005) в многоборье. обладатель Кубка России 2006 года, участник Чемпионатов и Кубков Мира.
Первый тренер: А.Х. Тимирбулатов/
Воспитанник СДЮСШОР №1 г. Уфы («Специализированная детско-юношеская спортивная школа Олимпийского резерва № 1» городского округа город Уфа Республики Башкортостан)
Выпускник УГНТУ (Уфимский государственный нефтяной технический университет), кафедра "технология переработки углеродных энергоносителей и природных материалов"
Товарный оператор «Башнефть-Новойла», выступил за "Башнефть" в первых зимних корпоративных играх Уфы (декабрь 2013)
В данный момент работает оператором технологических установок в "Башнефть - Уфанефтехим".  Победитель 2017,2019 и бронзовый призёр 2018 зимней корпоративной Спартакиады Роснефть в дисциплине шорт-трек. 
Участник многих марафонов и соревнований по триатлону. Прошёл полную дистанцию timerman full в Казани в августе 2019 года.